# Neaspilota achilleae
Neaspilota achilleae är en tvåvingeart som beskrevs av Johnson 1900. Neaspilota achilleae ingår i släktet Neaspilota och familjen borrflugor. Inga underarter finns listade i Catalogue of Life.